# 겔랑

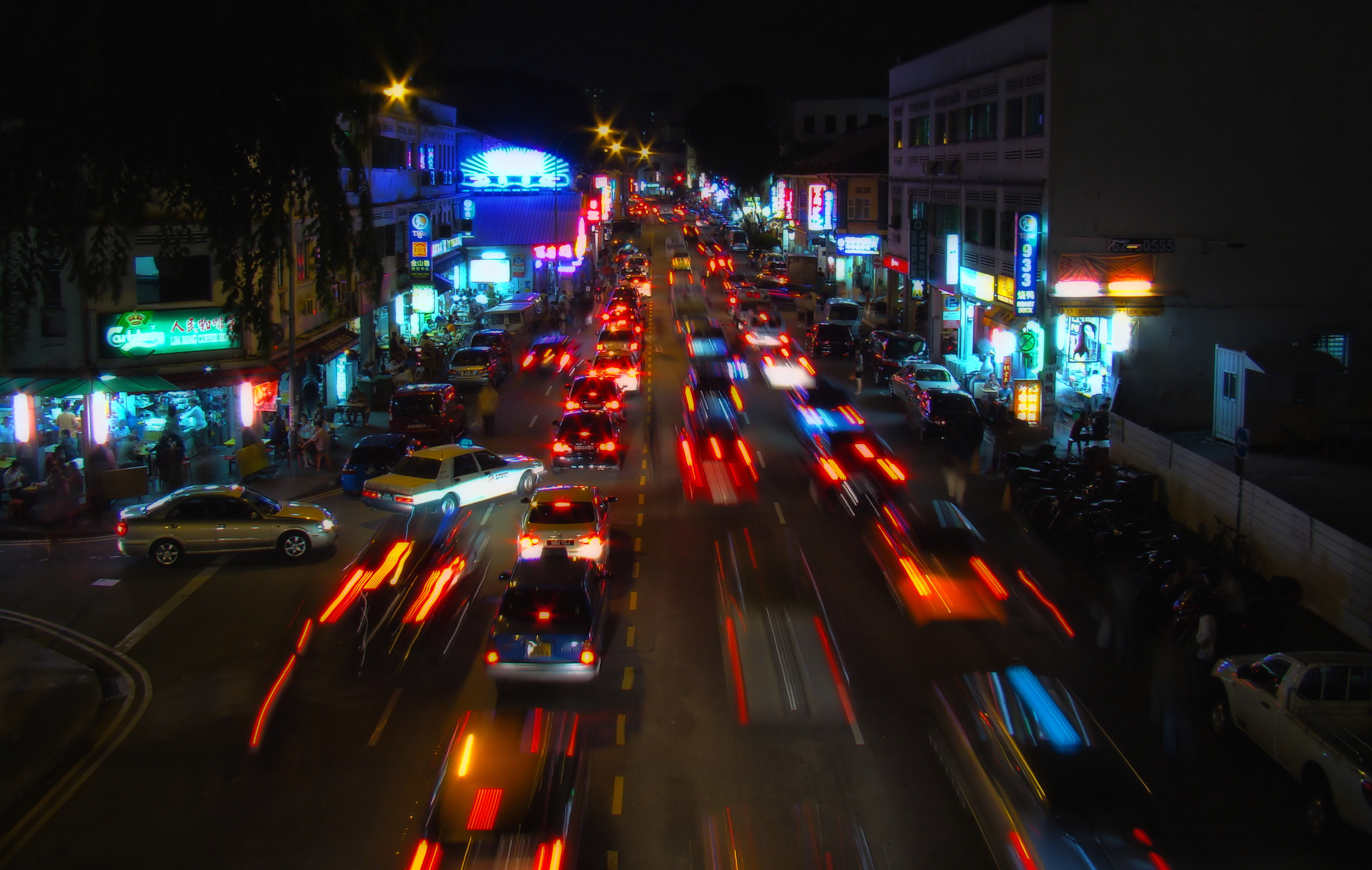

겔랑(Geylang)은 싱가포르 센트럴 리전(Central Region)의 동쪽에 위치한 계획 도시이다.
특히 겔랑 로드와 더불어 홍등가로 잘 알려져 있다. 겔랑은 싱가포르의 가장 오래된 말레이 정착지 가운데 하나인 겔랑 세라이가 위치한 곳이기도 하다.

## 겔랑 세라이
겔랑 세라이는 말레이의 문화와 생활용품, 풍습 등을 고스란히 느낄 수 있는 말레이 마을이 있다. 이곳에서는 온갖 말레이 요리와 과일, 말레이 전통의상을 즐길 수 있는데, 마치 우리나라의 남대문시장을 방불케 한다. 쇠고기나 닭고기를 꼬치에 꿰어 독특한 양념을 얹어주는 사테, 어묵 비슷한 것을 바나나 잎에 싸서 구워주는 오따, 찹쌀떡과 비슷한 말레이 간식을 맛볼 수 있는 이색 경험이 가득하다.